# Светлый (Марий Эл)
 Светлый  — посёлок в Медведевском районе Республики Марий Эл. Входит в состав Сидоровского сельского поселения.

## География
Находится на расстоянии приблизительно 6 км по прямой на юг-юго-запад от города Йошкар-Ола.

## История
До 1971 года здесь находился населённый пункт 9-й километр Кокшайского тракта. В 1971 году здесь была организована воспитательная трудовая колония усиленного режима для содержания осуждённых несовершеннолетних (ныне колония-поселение № 7). С 1973 года посёлок Светлый. В 1988 году в посёлке проживали 409 человек.

## Население
Население составляло 479 человека (русские 64 %) в 2002 году, 555 в 2010.

## Инфраструктура
Федеральное казённое учреждение «Колония-поселение № 7 Управления Федеральной службы исполнения наказаний по Республике Марий Эл».